# Spilopteron crassifacialium
Spilopteron crassifacialium är en stekelart som beskrevs av Wang 2004. Spilopteron crassifacialium ingår i släktet Spilopteron och familjen brokparasitsteklar. Inga underarter finns listade i Catalogue of Life.